# St. Martin (Nettersheim)

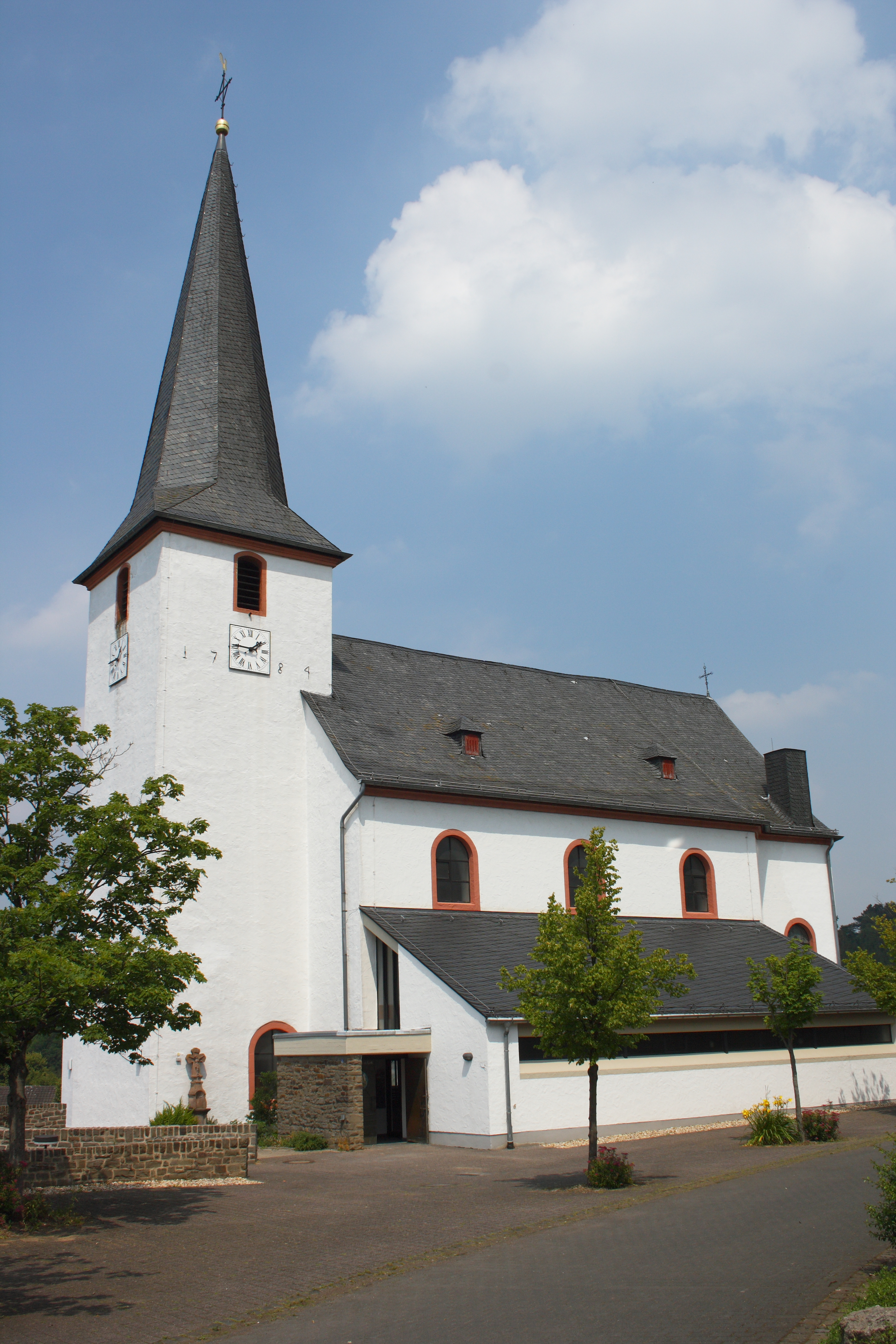
Kirche St. Martin in Nettersheim

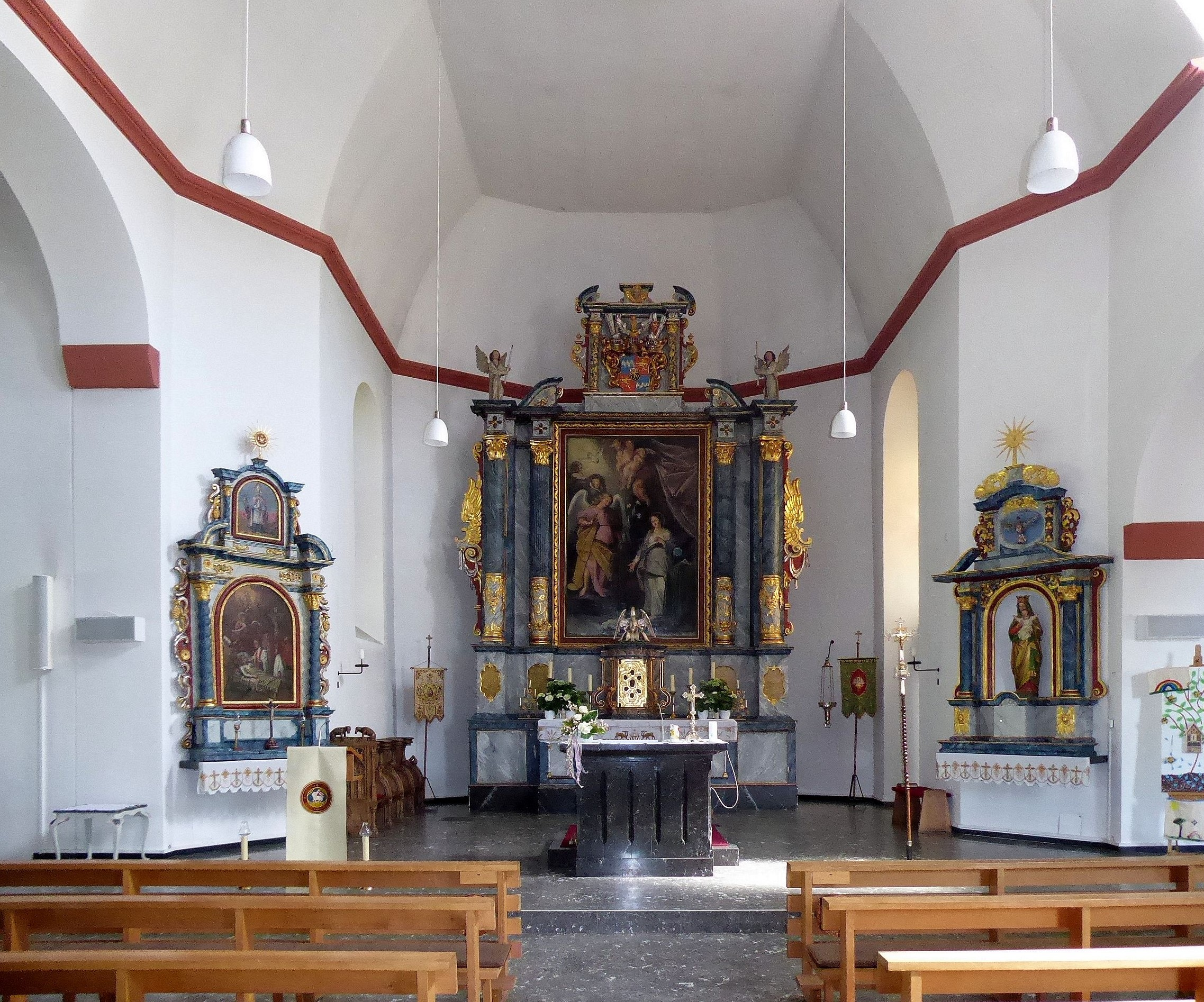
Inneres, Blick zum Chor

Die römisch-katholische Pfarrkirche St. Martin in Nettersheim, einer Gemeinde im Kreis Euskirchen im Süden von Nordrhein-Westfalen, ist dem heiligen Martin geweiht.
Die Pfarrei St. Martin bildet heute mit mehreren anderen Pfarreien die Gemeinschaft der Gemeinden Hl. Hermann-Josef Steinfeld im Bistum Aachen. Die Kirche Am Kirchberg ist ein geschütztes Baudenkmal.

## Baugeschichte

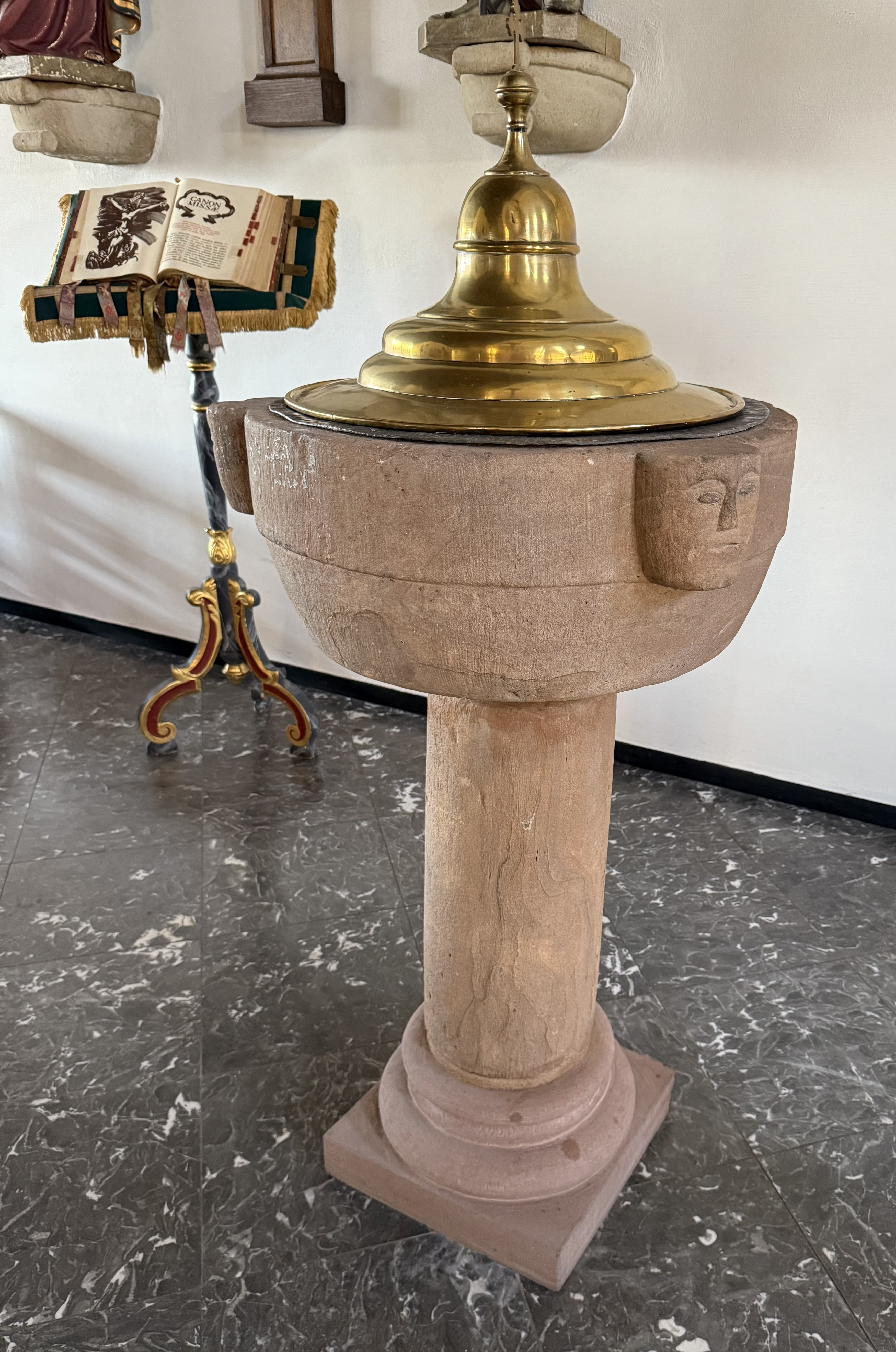
Taufstein aus dem 12. Jahrhundert

Die verputzte Kirche aus Bruchstein wurde 1785 vollendet und besitzt einen dreiseitig geschlossenen Chor. Der Kirchenraum wird von einer Voutendecke überspannt.
An der westlichen Seite befindet sich der Turm, der von einem geschieferten Pyramidenhelm bekrönt wird.
Von 1966 bis 1968 wurde die zu klein gewordene Kirche um zwei Seitenschiffe erweitert und eine Orgelempore eingebaut. Die Kirche hat seitdem 400 Sitz- und 100 Stehplätze.
Die Kirche ist nicht streng nach Osten ausgerichtet.

## Ausstattung
Der Hochaltar und die Seitenaltäre stammen aus dem 17. Jahrhundert.
Zwei reich geschnitzte Chorstühle vom Ende des 15. Jahrhunderts stammen aus dem Kloster Steinfeld.
Das Buntglasfenster „Mantelteilung des heiligen Martin“ entstand 1922 in einer Linnicher Glasmalerei.

## Pfarrer
Folgende Priester wirkten bislang als Pfarrer an St. Martin:
- 1921–1963: Josef Wirtz
- 1963–1977: Wilhelm Houben
- 1977–1984: Max Wolters
- 1984–2014: Gerd-Heinrich Mitzscherling
- Seit 2014: P. Wieslaw Kaczor SDS